# Zale terrosa
Zale terrosa là một loài bướm đêm trong họ Erebidae.